# Taltita
Taltita (arab. تلتيتا) – wieś w Syrii, w muhafazie Idlib. W 2004 roku liczyła 487 mieszkańców.